# Riccardo Scarcia
Riccardo Scarcia (Roma, 6 febbraio 1938 – Roma, 28 febbraio 2022) è stato un filologo classico e latinista italiano. Noto soprattutto come latinista, pubblicò anche studi su scrittori italiani del Settecento e dell’Ottocento, come Foscolo e Manzoni.

## Biografia e attività accademica
Fratello dell'orientalista Gianroberto Scarcia, si diplomò a Roma al Liceo Visconti, per poi laurearsi nel 1959 con una tesi dal titolo "Alcuni aspetti del linguaggio di corte nelle Relationes e nelle Laudationes di Q. Aurelio Simmaco" alla Sapienza con Ettore Paratore, di cui fu assistente. Dopo aver insegnato all'Università di Chieti, approdò alla Facoltà di Lettere di Tor Vergata, sua sede definitiva dal 1982, in cui ricoprì negli anni le cattedre di Grammatica Latina, Filologia Latina e Letteratura Latina. I suoi primi studi hanno spaziato dalla cronologia antica, alla critica semantica. Molteplici e di varia natura le sue pubblicazioni scientifiche, che hanno investigato diverse epoche della latinità, da Lucrezio a Seneca, da Orazio a Persio, da Cicerone alla poesia tardoantica. I suoi vari contributi virgiliani di argomento biografico (iniziati nel 1963) ed esegetico sono proseguiti per tutto l'arco della carriera accademica e culminati nella stesura di varie voci dell’Enciclopedia virgiliana (Roma, 1984, 1985, 1990) e nella traduzione con commento dell'Eneide per i tipi della Rizzoli (di cui Scarcia aveva già curato le note alle Georgiche). Nella sua carriera ha tradotto e commentato vari autori latini e ha pubblicato l’edizione di Manilio per i tipi della Lorenzo Valla e delle Egloghe di Dante con l’amico Giorgio Brugnoli per l’edizione Ricciardiana nel 1975. Il 4 novembre 2022 la Facoltà di Lettere di Tor Vergata ne ha onorato la memoria tramite la giornata di studi "Eredità d’affetti. Giornata di Studio in memoria di Riccardo Scarcia: Roma, Università degli Studi di Roma Tor Vergata", a cura di Tiziana Privitera .